# Waltraud Blass
Waltraud Blass, geborene Ebbinghaus, (* 1. Juli 1920 in Ronsdorf; † 13. August 2009 in Wuppertal) war eine deutsche Kommunistin und Widerstandskämpferin gegen das NS-Regime.

## Kindheit und Jugend
1921 traten die Eltern von Waltraud Ebbinghaus, Hilde und Hugo Ebbinghaus, aus der Kirche aus, um kurze Zeit später der Kommunistischen Partei Deutschlands (KPD) beizutreten. Hilde Ebbinghaus engagierte sich in der Roten Hilfe; der Vater wurde KPD-Ortsgruppenleiter in Ronsdorf. Ihre Tochter schickten sie auf die „Freie Schule“, also eine Schule ohne religiöse Ausrichtung.
1933, nach der Machtergreifung der Nationalsozialisten, wurde Hugo Ebbinghaus wegen seiner Mitgliedschaft in der KPD für ein Jahr im KZ Kemna inhaftiert. Den Tabak- und Schreibwarenladen, den der gelernte Bandwirker nach langer Arbeitslosigkeit eröffnet hatte, musste er wieder schließen, weil er boykottiert wurde. 1934 wurde der ältere Bruder von Waltraud Ebbinghaus, Egon, verhaftet. Waltraud Ebbinghaus selbst, die gerne Journalistin geworden wäre, musste die Schule verlassen und in einer Mützenfabrik arbeiten. Auch sie engagierte sich aktiv im illegalen Widerstand gegen den Nationalsozialismus, indem sie z. B. Plakate transportierte.

## Verhaftung und Aufenthalt im KZ
Hugo Ebbinghaus wird nach seiner Haftentlassung Kontaktmann für das Wuppertaler Komitee zur Reaktivierung der gewerkschaftlichen Opposition, das von Amsterdam aus agierte. Durch seine Aktivitäten kam er in Kontakt mit der Knöchel-Seng-Gruppe, einer Widerstandsgruppe, die von Wilhelm Knöchel und Willi Seng im Ruhrgebiet aufgebaut worden war. Im Januar 1943 wurden der schwerkranke Knöchel und Seng von der Geheimen Staatspolizei (Gestapo) verhaftet. Unter der Folter verrieten sie Namen von Mitgliedern ihrer Gruppe. Im Februar 1943 wurden die Eltern von Waltraud Ebbinghaus verhaftet, im März 1943 auch sie selbst. Sie verbrachte acht Monate im Polizeigefängnis von Wuppertal. Dort lernte sie durch ihre Arbeit in der Gefängnisküche den acht Jahre älteren Häftling Hans Blass kennen, der später ins KZ Buchenwald transportiert wurde. Nachdem der Haftrichter den Haftbefehl gegen sie aufgehoben hatte, wurde sie im November 1943 von der Gestapo in das KZ Ravensbrück deportiert. 1942 meldete sie sich freiwillig zur Zwangsarbeit bei der Firma Siemens & Halske zur Produktion von Rüstungsgütern.

## Prozess in Dortmund und Verurteilungen
Im August 1944 wurde Waltraud Ebbinghaus nach Dortmund gebracht, wo ihr und 50 weiteren Menschen der Prozess gemacht wurde. Dort sah sie erstmals nach der Verhaftung ihre Mutter wieder. Sie wurde zu einem Jahr und drei Monaten Gefängnis verurteilt hat, was durch die erlittene Haftzeit als verbüßt galt, die Mutter zu drei Jahren und sechs Monaten Zuchthaus sowie vier Jahre Ehrverlust.
Insgesamt wurden 200 Menschen, die in Beziehung zu der Knöchel-Seng-Gruppe gestanden hatten, inhaftiert. Mindestens ein Viertel von ihnen starb durch Hinrichtung, Mord, Selbstmord oder an den Folgen der Haft; vier Männer wurden am 13. April in der Wenzelnbergschlucht im Zuge eines Endphaseverbrechens erschossen. Waltraud Ebbinghaus‘ Großonkel Hermann Schmidt wurde vermutlich im Zuchthaus Lüttringhausen erschossen. Hugo Ebbinghaus, der zu acht Jahren Zuchthaus verurteilt worden war, starb im August 1945, ohne seine Familie wiedergesehen zu haben. Seine Frau Hilde, die schwer krank nach Wuppertal zurückgekommen war, starb 1947, kurz nachdem ihr Sohn Egon aus der Kriegsgefangenschaft zurückgekehrt war.

## Nach dem Krieg
Nach Kriegsende traf Waltraud Ebbinghaus Hans Blass, den sie im Polizeigefängnis kennengelernt hatte, wieder; die beiden heirateten. Das Ehepaar erhielt als politisch Verfolgte eine Entschädigungssumme, die es zur Gründung einer Druckerei nutzte und diese von 1950 bis 1975 betrieben. Hans Blass starb im Jahr 1978. 1946 wurde Waltraud Blass Mitglied der Vereinigung der Verfolgten des Naziregimes – Bund der Antifaschistinnen und Antifaschisten (VVN). Als die KPD 1956 unter Bundeskanzler Konrad Adenauer erneut verboten wurde, druckten die Eheleute wieder illegale Flugblätter. Später wurden sie Mitglieder der Deutschen Kommunistischen Partei (DKP).

## Der Siemens-Prozess
1990 stellte sich Waltraud Blass für einen Musterprozess gegen die Firma Siemens als Klägerin zur Verfügung; mit Unterstützung der Aktion Sühnezeichen verklagte sie den Konzern auf eine Entschädigungszahlung von 24.000 DM für ihre Zeit als Zwangsarbeiterin. Das Landgericht wies diese Klage wegen Verjährung ab. Auch die Revision blieb erfolglos.